# Генерал-фельдмаршал (Російська імперія)
Генерал-фельдмаршал (рос. Генерал-фельдмаршал (Россия) — найвищий військовий чин в Російської імператорської армії з рубежу XVII—XVIII століть до 1917 року.
За Табелем про ранги — військовий чин І класу, рівний генерал-адміралу на флоті, канцлеру та дійсному таємному раднику І класу на цивільній службі. За Військовим статутом 1716 року, «генерал-фельдмаршал (чи аншеф) є головним командувачем серед генералів у війську».
Знаками розрізнення були фельдмаршальський жезл, мундир, шарф, особиста зброя тощо, а з XIX століття на погонах та еполетах у генерал-фельдмаршалів почали зображувати схрещені жезли.

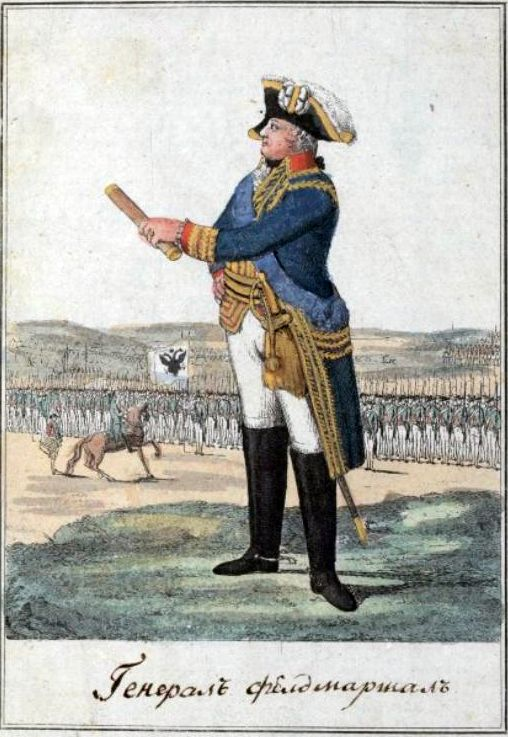
Мундир російського генерала-фельдмаршала. 1793

## Історія
Чин запроваджений Петром I; 19 квітня 1700 року першим його одержав найближчий сподвижник царя Головін Ф. О.
Вже за часів Петра I в російській армії було два генерал-фельдмаршали (Головін Ф. О. і де Круа, потім Головін Ф. О. і Шереметєв Б. П., потім Шереметєв Б. П. і Меншиков О. Д., 1724 року був призначений другий генерал-фельдмаршал Рєпнін А. І.).
При Петра I існував також чин генерал-фельдмаршал-лейтенант (тобто заступник генерал-фельдмаршала, вище за генерал-аншефа), воно було присвоєно лише двом прийнятим на російську службу іноземцям: Георгу Бенедикту Огільві (у 1702 році, з 1706 року на саксонській службі) і Генріху Гольцю (у 1707 році, 1711 року звільнений з служби), і згодом не присвоювалося.
За правління Катерини I генерал-фельдмаршалів стало четверо (Меншиков О. Д., Рєпнін А. І., Голіцин М. М. і Сапега Я. К.; місце невдовзі померлого Рєпніна відразу ж зайняв Брюс Я. В.), за Петра II — три (до Голіцина додалися Долгоруков В. В. та Трубецькой І. Ю.).
За часи правління Анни Іванівні була відновлена практика щодо двох генерал-фельдмаршалів у російській армії: першим з 1732 року був Мініх Б-К., другим у 1736 році став Лассі П. П.
За Єлизавети генерал-фельдмаршалів стало знову троє (не рахуючи старого князя Трубецького І. Ю.): повернувся на службу князь Долгоруков В. В. (президент Військової колегії), генерал-фельдцейхмейстер принц Гессен-Гомбурзький та генерал-губернатор Ліфляндії Лассі П. П., батько майбутнього австрійського фельдмаршала Моріца фон Лассі. До початку Семирічної війни у 1756 році в російській армії не було генерал-фельдмаршалів, однак відразу ж з початком військової кампанії 5 вересня 1756 року Єлизавета Петрівна присвоїла звання генерал-фельдмаршала відразу чотирьом чоловікам.
У XVIII столітті також з'явилася практика присвоювати звання генерал-фельдмаршал, поряд із воєначальниками, цивільним особам: Трубєцкой М. Ю., Шувалов О. І., Бестужев-Рюмін О. П. (раніше канцлер, тобто зі збереженням класу), Розумовський К. Г. (як компенсація за скасовану посаду гетьмана).
Нерідко чин присвоювався як почесна нагорода іноземним воєначальникам, які ніколи не служили в російській армії. Серед них такі відомі воєначальники, як герцог Веллінгтон, австрійський фельдмаршал Йоганн Йозеф Радецький та прусський генерал-фельдмаршал Гельмут фон Мольтке Старший, а також кілька монархів і членів їхніх сімей (у 1872 році Олександр II завітав фельдмаршальськими жезлами чотирьох членів родини Гогенцоллернів).
У XX столітті це звання вже не присвоювалося російським воєначальникам, його отримували лише зарубіжні монархи як почесний титул. До моменту скасування Табелі про ранги в 1917 році живим був тільки один російський генерал-фельдмаршал — Нікола I Петрович (король Чорногорії). Останній генерал-фельдмаршал російської служби Мілютін Д. О. помер у 1912 році.

## Список генерал-фельдмаршалів Російської імперії
| №  | Дата присвоєння звання | Ім'я та титули                                                                               | Зображення (фото) | Народився         | Помер             |
| -- | ---------------------- | -------------------------------------------------------------------------------------------- | ----------------- | ----------------- | ----------------- |
| 1  | 19 серпня 1700         | Головін Федір Олексійович граф                                                               |                   | 9 листопада 1650  | 10 серпня 1706    |
| 2  | 29 листопада 1700      | Круа Карл-Євгеній герцог генерал-фельдмаршал Саксонії                                        |                   | 1651              | 30 січня 1702     |
| 3  | 30 грудня 1701         | Шереметєв Борис Петрович граф                                                                |                   | 5 травня 1652     | 28 лютого 1719    |
| 4  | 7 липня 1709           | Меншиков Олександр Данилович Найясніша Вельможність генералісимус                            |                   | 16 листопада 1673 | 23 листопада 1729 |
| 5  | 7 травня 1724          | Рєпнін Анікіта Іванович князь                                                                |                   | 1668              | 14 липня 1726     |
| 6  | 21 травня 1725         | Голіцин Михайло Михайлович князь                                                             |                   | 11 листопада 1675 | 21 грудня 1730    |
| 7  | 10 березня 1726        | Ян Казимир Сапега граф великий гетьман литовський                                            |                   | 1675              | 22 лютого 1730    |
| 8  | 6 липня 1726           | Брюс Яків Вілімович граф                                                                     |                   | 11 травня 1677    | 30 квітня 1735    |
| 9  | 25 лютого 1728         | Долгоруков Василь Володимирович князь                                                        |                   | січень 1667       | 11 лютого 1746    |
| 10 | 25 лютого 1728         | Трубецькой Іван Юрійович князь                                                               |                   | 28 липня 1667     | 27 січня 1750     |
| 11 | 25 лютого 1732         | Бургард-Крістоф Мініх граф                                                                   |                   | 9 травня 1683     | 27 жовтня 1767    |
| 12 | 17 лютого 1736         | Лассі Петро Петрович граф                                                                    |                   | 30 жовтня 1678    | 19 квітня 1751    |
| 13 | 25 квітня 1742         | Людвиг Груно Гессен-Гомбурзький                                                              |                   | 15 січня 1705     | 23 жовтня 1745    |
| 14 | 5 вересня 1756         | Трубєцкой Микита Юрієвич князь                                                               |                   | 5 червня 1699     | 27 жовтня 1767    |
| 15 | 5 вересня 1756         | Бутурлін Олександр Борисович граф                                                            |                   | 29 липня 1704     | 11 вересня 1767   |
| 16 | 5 вересня 1756         | Розумовський Олексій Григорович князь граф                                                   |                   | 28 березня 1709   | 17 липня 1771     |
| 17 | 5 вересня 1756         | Апраксін Степан Федорович                                                                    |                   | 10 серпня 1702    | 17 серпня 1758    |
| 18 | 18 серпня 1759         | Салтиков Петро Семенович граф                                                                |                   | 21 грудня 1698    | 6 січня 1773      |
| 19 | 28 грудня 1761         | Шувалов Олександр Іванович граф                                                              |                   | 19 лютого 1711    | 24 жовтня 1771    |
| 20 | 28 грудня 1761         | Шувалов Петро Іванович граф                                                                  |                   | 1711              | 15 січня 1762     |
| 21 | 9 січня 1762           | Петер Гольштейн-Бекський принц                                                               |                   | 7 грудня 1696     | 22 березня 1775   |
| 22 | 9 лютого 1762          | Георг Людвиг принц                                                                           |                   | 16 березня 1719   | 7 вересня 1763    |
| 23 | 3 липня 1762           | Бестужев-Рюмін Олексій Петрович граф                                                         |                   | 1 червня 1693     | 21 квітня 1766    |
| 24 | 1764                   | Кирило Розумовський гетьман Війська Запорозького князь граф                                  |                   | 29 березня 1728   | 21 січня 1803     |
| 25 | 22 вересня 1769        | Голіцин Олександр Михайлович князь                                                           |                   | 29 листопада 1718 | 19 жовтня 1783    |
| 26 | 2 серпня 1770          | Рум'янцев-Задунайський Петро Олександрович граф                                              |                   | 15 січня 1725     | 19 грудня 1796    |
| 27 | 22 вересня 1773        | Чернишов Захар Григорович граф                                                               |                   | 18 березня 1722   | 29 серпня 1784    |
| 28 | 2 лютого 1784          | Потьомкін Григорій Олександрович Найясніша Вельможність                                      |                   | 24 вересня 1739   | 16 жовтня 1791    |
| 29 | 19 листопада 1794      | Суворов Олександр Васильович князь граф генералісимус фельдмаршал Священної Римської імперії |                   | 24 листопада 1730 | 18 травня 1800    |
| 30 | 8 листопада 1796       | Салтиков Микола Іванович Найясніша Вельможність граф                                         |                   | 11 листопада 1736 | 5 червня 1816     |
| 31 | 8 листопада 1796       | Репнін Микола Васильович князь                                                               |                   | 22 березня 1734   | 24 травня 1801    |
| 32 | 8 листопада 1796       | Чернишов Іван Григорович граф                                                                |                   | 24 листопада 1726 | 26 лютого 1797    |
| 33 | 15 грудня 1796         | Салтиков Іван Петрович граф                                                                  |                   | 28 червня 1730    | 14 листопада 1805 |
| 34 | 5 квітня 1797          | Ельмпт Іван Карпович граф                                                                    |                   | 1725              | 10 травня 1802    |
| 35 | 5 квітня 1797          | Мусін-Пушкін Валентин Платонович граф                                                        |                   | 17 грудня 1735    | 20 липня 1804     |
| 36 | 5 квітня 1797          | Каменський Михайло Федотович граф                                                            |                   | 19 травня 1738    | 24 серпня 1809    |
| 37 | 26 жовтня 1797         | Віктор-Франсуа де Брольї герцог маршал Франції                                               |                   | 19 жовтня 1718    | 30 березня 1804   |
| 38 | 17 грудня 1798         | Голенищев-Кутузов Іван Логгинович                                                            |                   | 12 вересня 1729   | 22 квітня 1802    |
| 39 | 30 серпня 1807         | Прозоровський Олександр Олександрович князь                                                  |                   | 1733              | 21 серпня 1809    |
| 40 | 30 серпня 1807         | Гудович Іван Васильович граф                                                                 |                   | 1741              | 22 січня 1820     |
| 41 | 30 серпня 1812         | Кутузов Михайло Іларіонович Найясніша Вельможність граф                                      |                   | 16 вересня 1745   | 28 квітня 1813    |
| 42 | 18 березня 1814        | Барклай-де-Толлі Михайло Богданович князь граф                                               |                   | 27 грудня 1761    | 26 травня 1818    |
| 43 | 22 серпня 1826         | Вітгенштейн Петро Християнович Найясніша Вельможність граф                                   |                   | 5 січня 1769      | 11 червня 1843    |
| 44 | 22 серпня 1826         | Остен-Сакен Фабіан Вільгельмович князь                                                       |                   | 31 жовтня 1752    | 19 квітня 1837    |
| 45 | 22 вересня 1829        | Дибич-Забалканський Іван Іванович граф барон                                                 |                   | 13 травня 1785    | 10 червня 1831    |
| 46 | 22 вересня 1829        | Паскевич Іван Федорович Найясніша Вельможність граф                                          |                   | 19 травня 1782    | 1 лютого 1856     |
| 47 | 6 грудня 1850          | Волконський Петро Михайлович Найясніша Вельможність                                          |                   | 6 травня 1776     | 8 вересня 1852    |
| 48 | 26 серпня 1856         | Воронцов Михайло Семенович Найясніша Вельможність граф князь                                 |                   | 30 травня 1782    | 18 жовтня 1856    |
| 49 | 6 грудня 1859          | Барятинський Олександр Іванович князь                                                        |                   | 14 травня 1815    | 9 березня 1879    |
| 50 | 28 жовтня 1866         | Берг Федір Федорович граф                                                                    |                   | 15 травня 1794    | 18 січня 1874     |
| 51 | 16 квітня 1878         | Михайло Миколайович Великий князь                                                            |                   | 25 жовтня 1832    | 18 грудня 1909    |
| 52 | 16 квітня 1878         | Микола Миколайович Великий князь                                                             |                   | 8 серпня 1831     | 25 квітня 1891    |
| 53 | 30 квітня 1878         | Олександр II Імператор Всеросійський                                                         |                   | 29 квітня 1818    | 13 березня 1881   |
| 54 | 6 грудня 1894          | Гурко Йосип Володимирович                                                                    |                   | 28 липня 1828     | 28 січня 1901     |
| 54 | 16 серпня 1898         | Мілютін Дмитро Олексійович граф                                                              |                   | 10 липня 1816     | 7 лютого 1912     |

## Список генерал-фельдмаршалів іноземного походження, які не служили в лавах російської армії
| №  | Держава                      | Дата присвоєння звання | Ім'я та титули                                                  | Зображення (фото) | Народився        | Помер           |
| -- | ---------------------------- | ---------------------- | --------------------------------------------------------------- | ----------------- | ---------------- | --------------- |
| 1  | Королівство Пруссія          | 1762                   | Карл Людвіг Гольштейн-Бецький герцог                            |                   | 18 вересня 1690  | 22 вересня 1774 |
| 2  | Велике герцогство Гессенське | 3 березня 1774         | Людвіг IX ландграф                                              |                   | 15 грудня 1719   | 6 квітня 1790   |
| 3  | Велика Британія              | 2 листопада 1818       | Артур Веллслі герцог британський фельдмаршал                    |                   | 1 травня 1769    | 14 вересня 1852 |
| 4  | Австрійська імперія          | 1837                   | Йоганн Баптист Австрійський герцог австрійський фельдмаршал     |                   | 20 січня 1782    | 11 травня 1859  |
| 5  | Нідерланди                   | 28 грудня 1840         | Фредерік Нідерландський принц прусський генерал-фельдмаршал     |                   | 28 лютого 1797   | 8 вересня 1881  |
| 6  | Австрійська імперія          | 1849                   | Йозеф Радецький віцекороль граф австрійський фельдмаршал        |                   | 2 листопада 1766 | 5 січня 1858    |
| 7  | Австрійська імперія          | 1872                   | Альбрехт Австрійський ерцгерцог герцог                          |                   | 3 серпня 1817    | 18 лютого 1895  |
| 8  | Німецька імперія             | 1872                   | Фрідріх III німецький імператор прусський король                |                   | 18 жовтня 1831   | 15 червня 1888  |
| 9  | Німецька імперія             | 1872                   | Альбрехт Прусський принц                                        |                   | 4 жовтня 1809    | 14 жовтня 1872  |
| 10 | Німецька імперія             | 1872                   | Фрідріх Карл Прусський принц прусський генерал-фельдмаршал      |                   | 20 березня 1828  | 15 червня 1885  |
| 11 | Німецька імперія             | 1872                   | Карл Прусський принц                                            |                   | 29 червня 1801   | 21 січня 1883   |
| 12 | Німецька імперія             | 1872                   | Альберт король Саксонії                                         |                   | 23 квітня 1828   | 19 червня 1902  |
| 13 | Німецька імперія             | 1872                   | Гельмут Карл Бернхард фон Мольтке німецький генерал-фельдмаршал |                   | 26 жовтня 1800   | 24 квітня 1891  |
| 14 | Королівство Чорногорія       | 15 серпня 1910         | Нікола I Петрович король Чорногорії                             |                   | 7 листопада 1841 | 2 березня 1921  |
| 15 | Румунське королівство        | 17 вересня 1912        | Кароль I король Румунії                                         |                   | 20 квітня 1839   | 10 жовтня 1914  |